# Vieux-Berquin
Vieux-Berquin é uma comuna francesa na região administrativa de Altos da França, no departamento do Norte. Estende-se por uma área de 25.96 km². Em 2010 a comuna tinha 2 545 habitantes (densidade: 98 hab./km²).